# Altes Stadthaus (Winterthur)

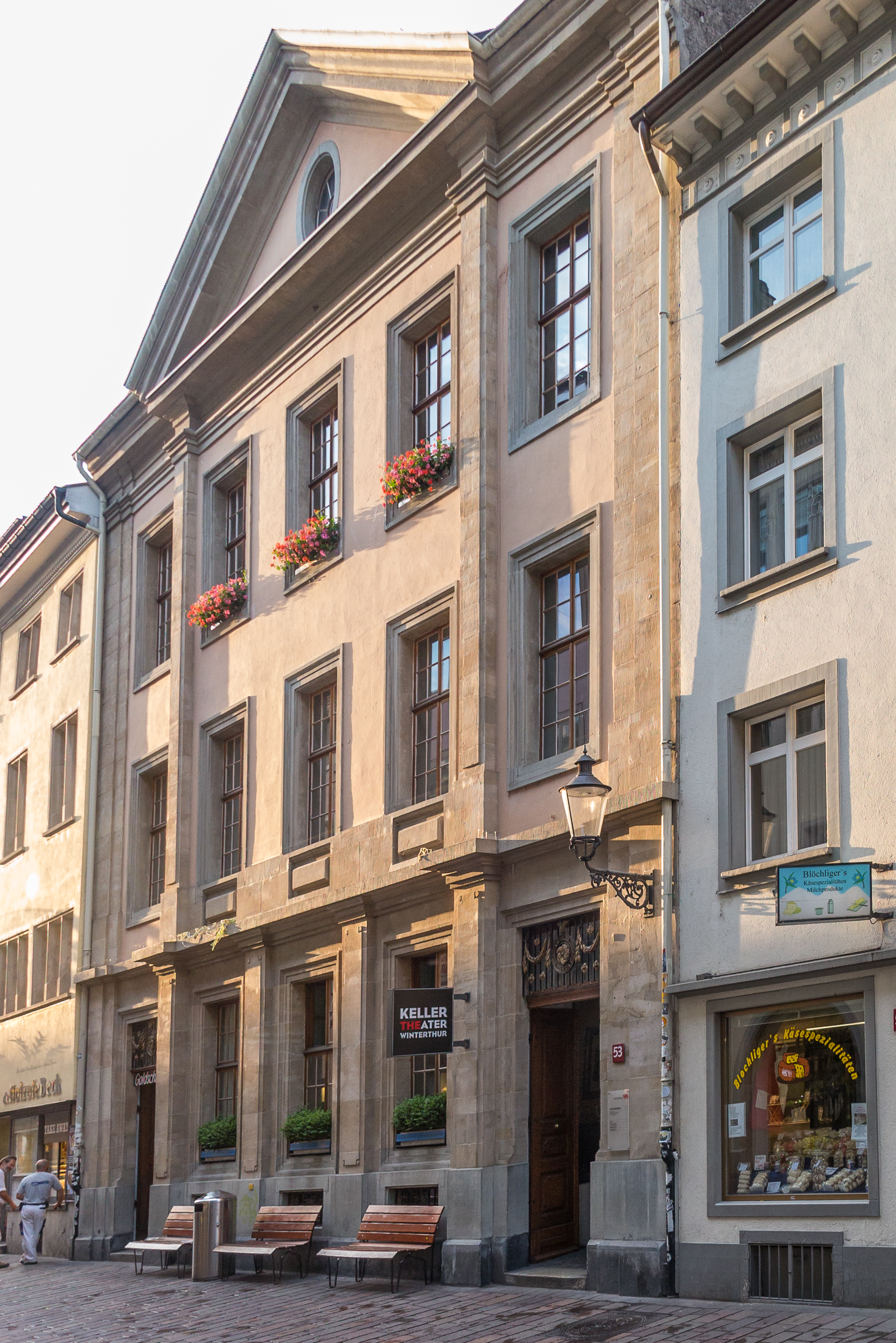
Altes Stadthaus, Winterthur (2016)

Das Alte Stadthaus ist ein frühklassizistisches Gebäude in der Marktgasse 53 in der Altstadt von Winterthur. Es steht unter Kulturgüterschutz (Kategorie B) steht und wurde 1790 durch den Architekten Diethelm Schneider erbaut. Ursprünglich waren hier die Spitalverwaltung und im Hinterhaus das Obere Spital ansässig. 1967 unterzog Stadtbaumeister Karl Keller das Gebäude einer Renovation. 1972 wurde im Untergeschoss das Kellertheater eröffnet, der künstlerische Leiter war bis 2011 der Regisseur Albert Michel Bosshard. Ihm folgten Udo van Ooyen und Doris Strütt. 1999 zog die Ombudsstelle und später die Datenaufsichtsstelle der Stadt Winterthur in das erste Obergeschoss ein, im Erdgeschoss hat sich ein Gold- und Silberschmiede-Atelier eingerichtet. Der grosse Festsaal im zweiten Obergeschoss wird u. a. seit 2014 durch die Konzertreihe musica aperta genutzt.